# Dominique Allen
Dominique Allen (10 de setembro de 1989) é uma basquetebolista profissional britânica.

## Carreira
Allen integrou a Seleção Britânica de Basquetebol Feminino, Jogos Olímpicos de Londres 2012, que terminou na décima-primeira colocação.